# 香港同濟中學
同濟中學（英語：Tung Chi College）是香港灣仔一所已結業的私立中學校，於1936年1月由霍逸樵創辦，為香港華僑子女提供中英文教育，是中國國民黨參與創立的僑校之一。

## 校政管理
歷任校監
- 1936年至1980年：霍逸樵 先生
- 1980年至1981年：霍嘉熊 先生[註 1]

歷任校長
- 1936年至？：霍逸樵 先生

歷任副校長
- 阮雲門 先生

## 歷史
同濟中學於1936年1月創校，由中華民國官員吳公虎、上海租界青幫著名人物杜月笙、中國國民黨僑務領袖周啟剛、軍事人物羅翼群、國民革命軍海軍第四艦隊名將陳策、香港旅店業名人林培生、安東電報局局及東華三院總理陳鑑坡等社會賢達擔任校董。學校在1936年2月增加至3個校舍，曾多次遷校，先後設於灣仔軒尼詩道唐樓及灣仔道191號的全棟大樓作校舍，但均在灣仔近山的地區。
在香港日佔時期，霍逸樵不希望校舍為日軍所佔用，所以一度停辦該校。直至1945年香港重光後才復校，於半山區堅尼地道15號A建立新校址，設幼稚園、小學及中學3個學部。最後學校於船街厚豐里6號原日本商人創建之旅館「千歲館」舊址復校，直到1980年代香港政府推動九年免費教育令私立學校沒落而結業。又該校於1981年被私立教育機構─聖類斯教育機構接管直至1985年，同濟中學校舍淪為荒廢場所。聖類斯教育機構於1990年代初沒落並撤離香港。
而據藝人林建明於2022年10月25日播出的廣播節目「守下留情」中憶述，同濟中學的後期如同"學店"，只要繳付學費就可以就讀，而教師亦良莠不齊。
在該校停辦前，學校全盛時期設有18間教室及10個師生宿舍，校內又設有圖書館、實驗室、校務處、校長室、教員室以及操場等基本設施。課餘方面設香港第31旅童軍團。此外，同濟中學曾是電影《七小福》、《點指賊賊》及《伙頭福星》的取景場地。

## 著名教師
- 陳有后：香港男演員兼戲劇導師（中學部，任教中西史和國文科，任訓導主任）[7]
- 鄭子敦：香港男演員（中學部）

## 名人校友
演藝界
- 鄭少萍：香港女演員[8]（1956年小六）
- 李少霞：香港電影監製[9]
- 馮淬帆：香港男藝人[10]
- 關維麟：香港唱片監製、前寶麗金亞太區總裁（1957年小六[11]、1960年中三[10]）
- 泰迪羅賓（關維鵬）：香港男藝人（1957年小六[11]、1963年中五[12]）
- 關偉：前寶麗金亞太區總經理（1959年小六[13]）
- 陳有后：香港男演員兼戲劇導師
- 鄭少秋：香港男演員
- 林建明：香港女藝人[14][15]
- 司馬華龍：香港男演員
- 上官筠慧：香港女演員
- 祈文傑：香港漫畫家
- 邱良：香港攝影家

商界
- 廖烈文：前創興銀行主席
- 廖烈科：前創興銀行董事長[16][17]

廣播界
- 艾雯（脫慧貞）：香港播音員（1951年中六[18]）[19]
- 冷魂（周澤雄）：香港播音員（1951年中六[18]）[19]
- 鍾偉明：香港唱片騎師[20]
- 呂啟文：香港唱片騎師

文化、教育界
- 蔣英豪：前香港中文大學中文系教授[21]
- 席慕蓉：台灣女作家（1953年小六[22]）[23][18]
- 吳家瑋：前香港科技大學校長（初中）[24]

公共事業界
- 李本瀅：香港氣象學家、前香港天文台台長（幼稚園）[25]

## 外部連結
- .   [2022-10-25]. （原始内容存档于2022-10-25） （中文（繁體））. （页面存档备份，存于）